# 유행어
유행어(流行語)은 어떤 시대나 사회의 상황에 따라 잠시 동안 사람들 사이에 즐겨 쓰이는 낱말이다. 은어도 유행어의 일종이다. 국어사전에 등재되어 있지 않은 비표준 언어인 경우가 대다수다. 비슷한 말로는 신조어가 있다.